# Fabiano Ribeiro de Freitas
Fabiano Ribeiro de Freitas (Mundo Novo, Bahía, Brasil, 29 de febrero de 1988) es un futbolista brasileño que juega de portero en el A. C. Omonia Nicosia de la Primera División de Chipre.

## Trayectoria

### Sao Paulo
Debutó a mediados de 2007 en el São Paulo, fue habitual suplente del mítico portero Rogério Ceni. Ese mismo año fue campeón del Campeonato Brasileño 2007. Al siguiente año llegó hasta los cuartos de final de la Copa Libertadores 2008 y ese mismo año volvió a salir campeón en Brasil. A inicios de 2009 se fue a préstamo por 4 meses al Toleto Colonia, al regresar al São Paulo logró quedar en el tercer puesto en el campeonato local lo que le permitió clasificar nuevamente a la Copa Libertadores 2010.
En 2010 fue cedido al Santo André y América de Natal clubes de la Segunda División donde descendió con este último a la Tercera División.

### S.C Olhanense
Luego de terminar su contrato con el São Paulo partió como jugador libre al Olhanense de la Primeira Liga de Portugal. Luego de una gran temporada con el Olhanense fue traspasado por 1,3 millones de euros al Oporto junto a su compañero también portero Ventura.

### F. C. Oporto
Debido a la confianza que tenía el portero brasileño Helton, Fabiano no pudo asentarse en el equipo alternando en el Oporto B, sin embargo, fue campeón de la Primeira Liga 2012-13. Al llegar fue el segundo arquero del Oporto jugando así la Liga de Campeones de la UEFA 2012-13 llegando hasta octavos de final. Al año siguiente quedó 3.º en el campeonato local y quedaron eliminados en la fase de grupos de la Liga de Campeones de la UEFA 2013-14 y en los dieciseisavos de final de la Liga Europa de la UEFA 2013-14. En la Liga de Campeones de la UEFA 2014-15 Fabiano fue titular indiscutible en el conjunto de Oporto llegando hasta los cuartos de final donde fueron eliminados por el Bayer Múnich.

### Fenerbahce
A mediados de 2015 fue enviado a préstamo al Fenerbahçe por 2 temporadas por 6,5 millones de euros. Fue habitual suplente de Volkan Demirel quien era portero titular y emblema del equipo. Participó en la Liga de Campeones de la UEFA 2016-17 y Liga Europa de la UEFA 2016-17.

## Clubes
| Club                         | País     | Año       |
| ---------------------------- | -------- | --------- |
| São Paulo F. C.              | Brasil   | 2007-2011 |
| Toledo Colônia Work (cedido) | Brasil   | 2009      |
| E. C. Santo André (cedido)   | Brasil   | 2010      |
| América de Natal (cedido)    | Brasil   | 2010      |
| S. C. Olhanense              | Portugal | 2011-2012 |
| F. C. Oporto                 | Portugal | 2012-2019 |
| Fenerbahçe S. K. (cedido)    | Turquía  | 2015-2017 |
| A. C. Omonia Nicosia         | Chipre   | 2019-     |

## Palmarés

### Títulos nacionales
| Título                     | Club                 | País     | Año  |
| -------------------------- | -------------------- | -------- | ---- |
| Brasileirão                | São Paulo F. C.      | Brasil   | 2007 |
| Brasileirão                | São Paulo F. C.      | Brasil   | 2008 |
| Supercopa de Portugal      | F. C. Porto          | Portugal | 2012 |
| Primeira Liga              | F. C. Porto          | Portugal | 2013 |
| Supercopa de Portugal      | F. C. Porto          | Portugal | 2013 |
| Primeira Liga              | F. C. Porto          | Portugal | 2018 |
| Supercopa de Portugal      | F. C. Porto          | Portugal | 2018 |
| Primera División de Chipre | A. C. Omonia Nicosia | Chipre   | 2021 |
| Supercopa de Chipre        | A. C. Omonia Nicosia | Chipre   | 2021 |
| Copa de Chipre             | A. C. Omonia Nicosia | Chipre   | 2022 |
| Copa de Chipre             | A. C. Omonia Nicosia | Chipre   | 2023 |